# Alexandra White
Alexandra White (ur. 7 października 1983) – południowoafrykańska wioślarka.

## Osiągnięcia
- Igrzyska Olimpijskie – Pekin 2008 – dwójka podwójna wagi lekkiej – 14. miejsce[1].